# Andrej Galabinow
Andrej Assenow Galabinow (bulgarisch Андрей Асенов Гълъбинов, wiss. Transliteration Andrej Asenov Gălăbinov; * 27. November 1988 in Sofia) ist ein bulgarischer Fußballspieler.

## Leben
Andrej Galabinow wurde in Sofia als Sohn von Assen Galabinow und Polina Filipowa geboren. Sein Vater ist ehemaliger Volleyballnationalspieler und auch seine Mutter war aktiv. Galabinows Großvater mütterlicherseits, Jordan Filipow, spielte früher als Torwart für ZSKA Sofia und die bulgarische Nationalmannschaft. Sein Großvater väterlicherseits war Volleyballspieler und -trainer.
Galabinow begann seine Fußballkarriere bei ZSKA Sofia. 2004 zog er mit seiner Familie nach Zypern und wechselte zur Jugendakademie von Omonia Nikosia. Ein Jahr später wurde sein Vater Trainer bei Pallavolo Modena und Andrej Galabinow wechselte nach Italien. 2006 unterschrieb er bei Polisportiva Castellarano.
Im Juli 2007 wechselte Galabinow zum FC Bologna und wurde zunächst an Giulianova Calcio und anschließend an die AC Giacomense ausgeliehen. Am 1. Februar 2011 unterzeichnete Galabinow einen Viereinhalbjahresvertrag bei der AS Livorno. Sein Debüt in der Serie B gab er am 7. Februar 2011 unter Giuseppe Pillon bei einer 0:1-Heimniederlage gegen Vicenza Calcio. Bis zum Saisonende bestritt er insgesamt drei Ligaspiele. Um Spielpraxis zu sammeln, verbrachte Galabinow die Saison 2011/12 auf Leihbasis in der Serie C1, wo er für Sorrento Calcio und Bassano Virtus spielte.
Im Sommer 2015 wechselte Galabinow zu Novara Calcio. Nach Ablauf seines Vertrags im Jahr darauf schloss er sich ablösefrei dem CFC Genua in der Serie A an. Sein erstes Serie-A-Tor für den Verein erzielte er am 26. August 2017, am zweiten Spieltag der Saison 2017/18, per Elfmeter zum zwischenzeitlichen 2:0 gegen Juventus Turin (Endstand 2:4).
Am 17. August 2018 wechselte Galabinow für drei Jahre zum Serie-B-Verein Spezia Calcio. In seiner zweiten Saison bei Galabinow, 2019/20 war er Teil der Mannschaft, die unter Trainer Vincenzo Italiano zum ersten Mal in der Vereinsgeschichte in die Serie A aufstieg. Galabinow erzielte in 19 Ligaspielen sieben Tore. Am 27. September 2020 erzielte er Spezias erstes Serie-A-Tor überhaupt – er traf bei der 1:4-Heimniederlage im Stadio Dino Manuzzi gegen die US Sassuolo Calcio zum zwischenzeitlichen 1:1. Drei Tage später, am 30. September, erzielte Galabinow beim 2:0-Auswärtssieg gegen Udinese Calcio einen Doppelpack und sicherte damit Spezias ersten Sieg in der Serie A überhaupt.
Galabinow wurde 2014 von Ljuboslaw Penew für das Freundschaftsspiel gegen Belarus erstmals in den Kader der bulgarischen Nationalmannschaft berufen und gab sein Debüt in der Partie am 5. März. Sein erstes Tor für die Nationalmannschaft erzielte er am 23. Mai 2014 beim 1:1-Unentschieden gegen Kanada.